# كابو دو ليو
كابو دو ليو (بالبرتغالية: Capão do Leão‏)؛ بلدية برازيلية تقع في الجزء الجنوبي من ولاية ريو غراندي دو سول. بلغ عدد سكانها 25382 نسمة بحسب تقديرات عام 2015، في حين تصل مساحتها إلى 785.37 كيلومتر مربع. تستضيف البلدة الحرم الجامعي الرئيسي لجامعة بيلوتاس الفيدرالية وهي أكبر مؤسسة للتعليم العالي في الجزء الجنوبي من ريو غراندي دو سول.

## البلديات المحيطة
- بيلوتاس
- ريو غراندي
- مورو ريدوندو
- سيريتو
- بيدرو أوسوريو
- أرويو غراندي

## روابط خارجية
- الموقع الرسمي لدار البلدية